# Schizoperoides expeditionis
Schizoperoides expeditionis är en kräftdjursart som beskrevs av Por 1968. Schizoperoides expeditionis ingår i släktet Schizoperoides och familjen Diosaccidae. Inga underarter finns listade i Catalogue of Life.